# Parc Natural Ses Salines d'Eivissa i Formentera
Parc Natural Ses Salines d'Eivissa i Formentera är en park i Spanien.   Den ligger i regionen Balearerna, i den östra delen av landet, 500 km öster om huvudstaden Madrid. Parc Natural Ses Salines d'Eivissa i Formentera ligger 1 meter över havet.
Terrängen runt Parc Natural Ses Salines d'Eivissa i Formentera är platt.Runt Parc Natural Ses Salines d'Eivissa i Formentera är det ganska tätbefolkat, med 67 invånare per kvadratkilometer. Närmaste större samhälle är Ibiza, 12,9 km norr om Parc Natural Ses Salines d'Eivissa i Formentera. 